# Rick Gonzalez

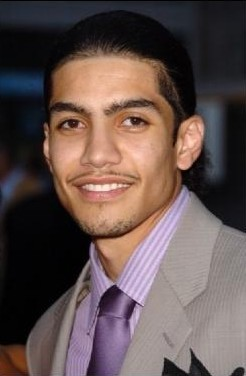
Rick Gonzalez in 2005

Rick Gonzalez (New York, 30 juni 1979) is een Amerikaans acteur.

## Biografie
Gonzalez is van Dominicaanse en Puerto Ricaanse afkomst. Hij is opgegroeid in de borough Brooklyn (New York) waar hij de high school doorliep. Op jonge leeftijd wist hij al dat hij een acteur wilde worden en op aandringen van zijn leraren meldde hij zich aan voor de High School of the Performing Arts (waar de film Fame op werd gebaseerd) in Manhattan (New York) waar hij aangenomen werd. Hij haalde in 1997 zijn diploma en begon meteen met zijn carrière. Vrij snel verhuisde hij naar Los Angeles om zijn carrière meer leven in te blazen.

## Filmografie

### Films
Uitgezonderd korte films.
- 2016 Presence - als Manny Acevedo
- 2016 Deuces - als Papers
- 2016 Bad Dad Rehab - als Pierre
- 2014 Victor - als Pablo
- 2013 Make Your Move - als Rene
- 2012 Commencement – als Javier
- 2012 The Guilt Trip – als Mark
- 2012 Bad Girls – als Rodrigo
- 2011 Emergo – als Paul Ortega
- 2010 Flying Lessons – als Benji
- 2008 Pride and Glory – als Eladio Casado
- 2008 The Promotion – als Ernesto
- 2007 In the Valley of Elah – als telefoonspecialist
- 2007 Illegal Tender – als Wilson jr.
- 2007 What We Do Is Secret – als Pat Smear
- 2007 Game of Life – als Gerardo
- 2006 For Your Consideration – als gast van Chillaxin
- 2006 Pulse – als Stone
- 2006 First Snow – als Andy Lopez
- 2005 Roll Bounce – als Naps
- 2005 War of the Worlds – als Vincent
- 2005 Coach Carter – als Timo Cruz
- 2004 Subway Cafe – als Vincent Young
- 2003 Old School – als Spanish
- 2003 Biker Boyz – als Primo
- 2002 Laurel Canyon – als Wyatt
- 2002 The Rookie – als Rudy Bonilla
- 2001 Crocodile Dundee in Los Angeles – als bendelid
- 2000 Prince in Central Park – als bendelid
- 2000 Mambo Café – als Ricky
- 1998 Thicker Than Blood – als Sanchez

### Televisieseries
Uitgezonderd eenmalige gastrollen.
- 2022 - 2024 Law & Order: Organized Crime - als rechercheur Bobby Reyes - 34 afl.
- 2021 The Lost Symbol - als Nunez - 9 afl.
- 2020 Vroom Vroom - als Hector - 6 afl.
- 2016 - 2020 Arrow - als Rene Ramirez / Wild Dog - 76 afl.
- 2017 - 2020 DC's Legends of Tomorrow - als Rene Ramirez / Wild Dog - 2 afl.
- 2015 Mr. Robot - als Isaac Vera - 2 afl.
- 2014 Rush - als Manny Maquis - 9 afl.
- 2012 - 2014 Dark Prophet - als DJ Rashnu - 2 afl.
- 2007 – 2009 Reaper – als Ben Gonzalez – 31 afl.
- 2000 – 2001 Boston Public – als Juan Figgis – 4 afl.

- Biblioteca Nacional de España: XX4670255
- International Standard Name Identifier: 0000 0001 1556 9775
- Library of Congress Control Number: no2005087875
- Nationale Bibliotheek van Israël: 987007446850005171
- Virtual International Authority File: 45149106003568490488